# 米萊狄
米萊狄·德·溫特（法語：Milady de Winter），一般簡稱米萊狄，（ 香港版本的<三劍客>，譯作米拉底 ），是法国作家大仲马的小說《三劍客》中的人物，背景設定於1625年的法國。在故事中，她是黎胥留的間諜，並且是一個舉足輕重的對立角色。在書的第一部份，她被派去勾引英國首相白金漢公爵，而白金漢也是法國安妮王后的秘密情人。為了敲詐王后，黎胥留派她偷了安妮王后送給白金漢公爵的一串項鏈，而這串項鏈此前是路易十三送給王后的禮物。此為達太安及其他火槍手所挫敗，米萊狄因此成為達太安的對頭。
阿多斯從前的愛人。在阿多斯喝醉時告訴了達太安他們的故事。是雙面間諜，喜歡同時為兩人做事。在劍客聯盟中，於阿多斯面前跳下飛艇，但並未喪命。
米萊狄也擁有非常多的身分，以此當作活口的方法。